# Sibylle Gädeke
Sibylle Gädeke (geboren 1961 in Freiburg im Breisgau) ist eine deutsche Malerin, Bühnen- und Kostümbildnerin, die regelmäßig mit dem Regisseur Jens-Daniel Herzog zusammen arbeitet.

## Leben und Werk
Gädeke studierte Malerei sowie Bühnen- und Kostümbild an der Akademie der Bildenden Künste Stuttgart. Von 1995 bis 2001 war sie Ausstattungsleiterin am Hans Otto Theater in Potsdam. Davor und danach arbeitete sie für zahlreiche namhafte Bühnen, u. a. für das Staatstheater Stuttgart, das Bayerische Staatsschauspiel oder die Münchner Kammerspiele. Am Nationaltheater Mannheim stattete sie jeweils drei Produktionen der Regisseure Till Weinheimer (Das Maß der Dinge, Bérénice de Molière und Schönes) und Jens-Daniel Herzog (Unschuld, Othello und Maria Magdalena) aus. Am Theater Dortmund arbeitete sie mit der Regisseurin Antje Siebers, am Theater Ingolstadt mit Dominik von Gunten, am Nationaltheater Weimar mit Roland Bertschi und am Schauspielhaus Zürich für drei Kinderproduktionen mit Annette Raffalt. Wiederum mit Regisseur Till Weinheimer gastierte sie am JES Stuttgart (für Macbeth) und am Staatstheater Oldenburg (für Harold und Maude, sowie für Der Gott des Gemetzels).
An der Oper Zürich gestaltete sie 2010 die Kostüme für Les pêcheurs de perles, an der Oper Dortmund 2011 für Den fliegenden Holländer und bei den Schwetzinger Festspielen 2012 für das Rosamunde von Anton Schweitzer, nach einem Libretto von Christoph Martin Wieland. Regie führte bei allen drei Opern Jens Daniel Herzog. Im folgenden Jahr inszenierte sie am Kinder- und Jugendtheater Dortmund Die Kuh Rosemarie und übernahm an der dortigen Oper das Kostümbild für die Deutsche Erstaufführung von Anna Nicole, einer Musiktheaterwerk über das Leben des Fotomodells Anna Nicole Smith von Mark-Anthony Turnage, beruhend auf einem Text von Richard Thomas. Es inszenierte wiederum Herzog, es dirigierte Jac van Steen. Im Januar und März 2015 folgten die Kostüme für Herzogs Inszenierungen des Rosenkavalier und des Don Giovanni an der Oper Dortmund.
2016 war sie für die Kostüme von La Bohème am Theater Bonn verantwortlich.
2013 debütierte die Künstlerin im Theater an der Wien. Sie gestaltete die Kostüme für die Uraufführung von A Harlot’s Progress, beruhend auf einem Text von Peter Ackroyd, vertont von Iain Bell, inszeniert von Jens-Daniel Herzog und dirigiert von Mikko Franck. Im September 2015 folgt dort eine Hans Heiling-Neuinszenierung des Wiener Intendanten Roland Geyer. 
Sibylle Gädeke kann außerdem auf zahlreiche Einzel- und Gruppenausstellungen ihrer Malerei verweisen. Sie lebt in Berlin.